# Havana Club
Havana Club és una marca de rom cubà que es fabrica a Santa Cruz del Norte. La primera destil·leria va ser fundada el 1878 pel basc José Arechabala, fins que l'empresa va ser nacionalitzada el 1960 després de la Revolució cubana. Des de 1993 és produït pel consorci Havana Club Internacional, el qual és un empresa conjunta entre Pernod Ricard i el govern cubà.

## Sabors[calcitació]
- Añejo Blanco
- Añejo 3 Anys
- Añejo Especial
- Añejo Reserva
- Añejo 7 Anys
- Cuban Barrel Proof
- San Cristóbal de La Habana - Ron Añejo Solera
- Gran Añejo 15 Anys
- Máximo - Ron Extra Añejo

### Añejo Solera San Cristóbal
El Ron Añejo Solera San Cristóbal és una edició especial que solament es ven a la destil·leria oficial d'Havana Club. Solera San Cristóbal va ser creat per a les celebracions del 480 aniversari de l'Havana.

## Vendes internacionals
Havana Club és la cinquena major marca de rom del món, amb gairebé 4 milions de caixes venudes entre 2012 i 2013. És comercialitzat a l'exterior pel productor de begudes Pernod Ricard.

### Comercialització als EUA
La batalla comercial sobre els drets de l'ús del nom als Estats Units es va iniciar el 1994, quan Bacardí va sol·licitar una llicència per reapropiar-se de la marca. Bacardí va adquirir els drets de la marca registrada Havana Club dels creadors i amos originals, la família Arechabala, que va fabricar el seu rom a Cuba des dels anys 1930 fins a 1960, i el va comercialitzar internacionalment fins que les seves fàbriques van ser embargades sense indemnització arran de la Revolució cubana.
Bacardí havia guanyat tots els contenciosos judicials als EUA en relació amb la comercialització i ús de la marca Havana Club i l'abril de 2010 la cort de districte de Wilmington va dictaminar que l'origen del rom Havana Club de Bacardí era geogràficament precís. L'ampolla el descriu com a rom de Puerto Rico fet a partir de la recepta original cubana creada per la família de José Arechabala.
L'origen de la batalla legal es remunta al moment en què la casa Bacardí, que produïa a Cuba els roms Bacardí i Havana Club, va decidir abandonar el país després de l'arribada de Fidel Castro al poder el 1959. La marca va continuar produint el rom a Puerto Rico i comercialitzant-lo als EUA. El 1976, Cuba va obtenir el registre de la marca, però el 2006 el va perdre al no ser acceptada la llicència per l'OFAC.
A meitats de la dècada de 1990, l'empresa cubana es va associar amb Pernod Ricard per a l'exportació de rom sota la marca Havana Club, amb excepció del mercat dels EUA a causa de l'embargament comercial que aplica a la República de Cuba des de fa gairebé mig segle. El desembre de 2013, quan l'inici del restabliment de les relacions diplomàtiques entre ambdós països, Cuba va arribar a llançar un rom especial, Havanista, de qualitat dels models añejos d'Havana Club, especialment per al mercat nord-americà. L'empresa cubana-francesa Havana Club International va registrar la marca Havanista el 2011 amb l'expectativa de poder comercialitzar-la als Estats Units després de l'aixecament de l'embargament.
El gener de 2016, finalment, l'Oficina de Patents i Marques estatunidenca va garantir a l'empresa Cubaexport el registre i els drets sobre la marca de rom Havana Club en territori nord-americà, obrint un nou capítol en el litigi de gairebé dues dècades entre Cuba i la família Bacardí. L'empresa cubana Cubaexport va aconseguir una autorització especial de l'OFAC i amb això la marca va presentar la documentació davant l'oficina de patents.